# 先天性腎上腺增生症
先天性腎上腺增生症（英語：Congenital adrenal hyperplasia，简称：CAH）是指一组与肾上腺激素生物合成完全（经典形式）或部分（非经典）异常有关的疾病。这种情况的特点是皮质醇或醛固酮分泌不足（经典型伴有盐分流失），与肾上腺雄激素过度分泌有关。在经典形式中，代谢失代偿（脱水伴低钠血症、高钾血症和酸中毒伴盐皮质激素缺乏，低血糖伴糖皮质激素缺乏）可能从新生儿期开始危及生命。受影响的女性在出生时可能会发现生殖器变异。慢性高雄激素血症可能导致儿童期生长加速，但骨质成熟提前可能导致最终身高不足。成年人往往超重，代谢紊乱、骨骼异常和可存在生育问题。非典型与晚期发病有关，在青春期前后，表现为高雄激素血症（痤疮、多毛、月经问题和不孕）。

## 形式
CAH可以以各种形式出现。每种形式的临床表现是不同的，在很大程度上取决于潜在的酶缺陷、其前体保留和缺陷的产物。经典形式出现在婴儿期，而非经典形式出现在儿童晚期。典型CAH患者的表现可进一步细分为两种形式：失盐型和单纯男性化型，分别取决于矿物质皮质激素缺乏的出现或不出现。但这种分型往往没有临床意义，因为所有病人都在某种程度上失盐，而且临床表现可能重叠。

### 经典

#### 失盐
在75%的严重酶缺乏的病例中，醛固酮分泌不足会导致盐分流失、不能茁壮成长，以及潜在的致命的低血容量和休克。失盐型CAH的漏诊与新生儿早期发病和死亡的风险增加有关。

#### 单纯男性化
新生女性CAH的主要特征是外生殖器的发育异常，有不同程度的男性化现象。根据临床实践指南，对于发现有双侧不可触及的性腺的新生儿，应考虑进行CAH评估。如果不能鉴别和治疗男性化的CAH，男孩和女孩都可能在出生后快速生长并出现男性化。

### 非经典
除了在婴儿期诊断的失盐型和单纯男性化CAH外，还存在一种轻度或”非经典”型，其特点是出生后有不同程度的雄性激素过多，但有时无症状。非经典型可能在儿童后期被注意到，并可能导致生长加速、性早熟、痤疮和继发性多囊卵巢综合征。在成年男性中，早期秃发和不育可能提示该病的诊断。非经典型的特点是皮质醇合成的轻度亚临床损伤；血清皮质醇浓度通常正常。

## 遗传学
CAH是由介导肾上腺从胆固醇产生矿物皮质激素、糖皮质激素或性激素的生化步骤（类固醇生成）的酶的基因突变导致的。
每种形式的CAH都与一个特定的缺陷基因有关。最常见的类型（95%的病例）涉及21-羟化酶的基因，该基因在6p21.3发现，是HLA复合物的一部分；21-羟化酶缺乏症是由一个独特的突变导致的，有两个高度同源的近似拷贝串联而成，包括一个活性基因（CYP21A2）和一个非活性假基因（CYP21A1P）。突变的等位基因是由活性基因和假基因之间的重组（基因转换）导致的。大约5%的CAH病例是由于编码11β-羟化酶的基因缺陷和随之而来的11β-羟化酶缺乏所致。其他更罕见的CAH形式是由基因突变引起的，包括HSD3B2（3β-羟类固醇脱氢酶2）、CYP17A1（17α-羟化酶/17,20-溶酶）、CYP11A1（P450scc;胆固醇侧链裂解酶），STAR（类固醇生成急性调节蛋白；StAR），CYB5A（细胞色素b5），和CYPOR（细胞色素P450氧化还原酶；POR）。

### 表达能力
进一步的变异是由每个病人所拥有的特定等位基因产生的酶无效率的程度引起的。一些等位基因会导致更严重的酶无效率程度。一般来说，严重的无效率程度会在胎儿身上产生变化，在产前或围产期出现问题。较轻的无效率程度通常与儿童或青春期的性激素过多或不足有关，而最轻的CAH形式会干扰成人的排卵和生育能力。

## 诊断

### 临床评估
患有典型CAH的女婴由于在子宫内暴露于高浓度的雄性激素而导致生殖器模糊不清。21-羟化酶缺乏引起的CAH是基因型正常的女婴（46XX）出现模糊生殖器的最常见原因。受影响不严重的女性可能出现青春期提前。年轻女性可能出现多囊卵巢综合征的症状（月经稀少、多囊卵巢、多毛症）。
患有典型CAH的男性在出生时一般没有CAH的症状。有些可能表现为色素沉着，这是由于与黑色素细胞刺激素共同分泌所致，并可能出现阴茎增大。男性CAH患者的诊断年龄各不相同，取决于醛固酮缺乏的严重程度。患有失盐型疾病的男孩早期出现低钠血症和低血容量的症状。患有非失盐型疾病的男孩则较晚出现男性化的迹象。
在较少见的CAH形式中，男性的男性化程度较低，女性在出生时一般没有任何体征或症状。

### 实验室研究
遗传分析有助于确认CAH的诊断，但如果有典型的临床和实验室发现，则没有必要。
在典型的21-羟化酶缺乏症中，实验室研究将显示：
- 低血糖（由于皮质醇减少症）--皮质醇的许多功能之一是提高血糖水平。这是通过几个机制的组合发生的，包括（a）刺激肝脏中的葡萄糖生成（即创造新的葡萄糖），（b）促进糖原分解（即把糖原分解为葡萄糖），以及（c）通过下调GLUT-4受体（通常促进葡萄糖从血液中进入脂肪和肌肉组织）防止葡萄糖离开血液。因此，当皮质醇缺乏时，这些过程（有效地）以相反的方向发生。虽然有一些补偿机制可以减轻皮质醇不足的影响，但它们的程度有限，其净效应仍然是低血糖症。
- 低钠血症（由于低醛固酮症）--醛固酮是肾素-血管紧张素-醛固酮系统的最终产物，通过肾小球装置的血压监控来调节血压。醛固酮的正常功能是增加钠的保留（也会带来水），以换取钾。因此，缺乏醛固酮会导致高钾血症和低钠血症。事实上，这是与11-羟化酶缺乏症的区别，后者增加的产物之一是11-脱氧皮质酮，具有弱的矿物皮质激素活性。在11-羟化酶缺乏症中，11-脱氧皮质酮的产生过量，以至于它以牺牲钾为代价来保留钠。正是由于这个原因，11-羟化酶缺乏症患者不会表现出盐分流失（尽管有时在婴儿期会出现），而是出现高血压/水潴留，有时出现低钾血症。
- 高钾血症（低醛固酮症所致）
- 17α-羟孕酮升高

典型的21-羟化酶缺乏症通常导致17α-羟孕酮的血药浓度>242 nmol/L。（作为比较，一个足月的婴儿在3天大的时候应该有<3 nmol/L。许多新生儿筛查项目都有按体重和胎龄划分的具体参考范围，因为在没有CAH的早产儿中也可能出现高浓度的水平）。失盐型患者的17α-羟孕酮水平往往比非失盐型患者高。在轻度病例中，17α-羟孕酮在某个随机血样中可能不会升高，但在促皮质素刺激试验中会升高。

### 种类
皮质醇是正常内分泌功能所需的一种肾上腺类固醇激素。在胎儿期的第二个月就开始分泌。皮质醇分泌不足是大多数形式的CAH的一个标志。皮质醇生产效率低下导致ACTH水平上升，因为皮质醇会反馈抑制ACTH的产生，所以皮质醇的损失导致ACTH的增加。这种增加的ACTH刺激诱发了肾上腺皮质类固醇生产细胞的过度生长（增生）和过度活动。引起肾上腺增生的缺陷是先天性的（即出生时就存在）。

类固醇的生成：在CAH中受影响的酶在图的上半部分用一个红色和四个绿色条表示（例如，“21α-羟化酶”在顶部中心附近可见。“17α-羟化酶：和“17,20裂解酶”是由一种酶来完成的）。根据哪种酶不可用，雄性激素（左下）或矿物皮质激素（右上）的生产会减少。这反过来又会导致其他分子的生产增加，这是由于前体的堆积。

CAH中的皮质醇缺乏通常是部分的，对患者来说不是最严重的问题。皮质醇的合成与矿物皮质激素（如醛固酮）、雄性激素（如睾酮）和雌性激素（如雌二醇）的合成共享步骤。由此产生的这三类激素的过度或不足对CAH患者产生了最重要的问题。特定的酶的效率低下与矿物皮质激素或性类固醇分泌过多或不足的特征模式有关。
自20世纪60年代以来，大多数内分泌学家用左栏中的传统名称来称呼CAH的形式，这通常与酶的活性缺陷相对应。随着20世纪80年代酶的确切结构和基因被确定，大多数酶被发现是细胞色素P450氧化酶，并被重新命名以反映这一点。在某些情况下，发现有一种以上的酶参与一个反应，在其他情况下，一种酶介导一个以上的反应。还发现在不同的组织和哺乳动物物种中存在差异。
在所有形式的CAH中，由21-羟化酶缺乏引起的先天性肾上腺增生约占95%的诊断病例。除非提到另一种特定的酶，“CAH”在几乎所有情况下都是指21-羟化酶缺乏症。(术语“失盐型CAH”和“单纯男性化型CAH”通常指的是这种情况的亚型）。由于21-羟化酶以外的其他酶的缺陷引起的CAH，在管理上有许多与21-羟化酶缺陷相同的挑战，但有些涉及矿物质皮质激素过多或性类固醇缺乏。
| 常见的医学术语               | %         | OMIM        | 酶           | 基因座           | 基质                                            | 产物                                            | 盐皮质激素 | 雄激素 |
| ---------------------------- | --------- | ----------- | ------------ | ---------------- | ----------------------------------------------- | ----------------------------------------------- | ---------- | ------ |
| 21-Hydroxylase CAH           | 95%       | OMIM 201910 | P450c21      | 6p21.3           | 17-OH-Progesterone→ Progesterone→               | 11-Deoxycortisol DOC                            | ↓          | ↑      |
| 11β-Hydroxylase CAH          | 5%        | OMIM 202010 | P450c11β     | 8q21-22          | 11-Deoxycortisol→ DOC→                          | Cortisol Corticosterone                         | ↑          | ↑      |
| 3β-HSD CAH                   | Very rare | OMIM 201810 | 3βHSD2       | 1p13             | Pregnenolone→ 17-OH-Pregnenolone→ DHEA→         | Progesterone 17-OH-Progesterone Androstenedione | ↓          | ↓      |
| 17α-Hydroxylase CAH          | Very rare | OMIM 202110 | CYP17A1      | 10q24.3          | Pregnenolone→ Progesterone→ 17-OH-Pregnenolone→ | 17-OH-Pregnenolone 17-OH-Progesterone DHEA      | ↑          | ↓      |
| Lipoid CAH (20,22-desmolase) | Very rare | OMIM 201710 | StAR P450scc | 8p11.2 15q23-q24 | Transport of cholesterol Cholesterol→           | Into mitochondria Pregnenolone                  | ↓          | ↓      |

## 治疗
由于每种形式的CAH的临床表现都是独特的，并在很大程度上取决于潜在的酶缺陷、其前体保留和缺陷产物，CAH的治疗目标是补充不足的肾上腺激素并抑制前体的过剩。
对所有形式的CAH的治疗可能包括以下任何一种：
1. 提供足够的糖皮质激素以减少增生和雄性激素或矿物皮质激素的过度分泌[來源請求]
2. 如果患者缺乏矿物质皮质激素，提供替代的矿物质皮质激素和额外的盐。[5]
3. 如果患者缺乏睾丸激素或雌激素，则在青春期提供替代性睾丸激素或雌激素。[來源請求]
4. 通过推迟青春期或推迟骨骼成熟来优化生长的其他治疗方法[來源請求]

如果CAH是由21-羟化酶的缺乏引起的，那么治疗的目的是使该酶的主要底物—17α-羟孕酮的水平正常化。

## 流行病学
其发病率因种族而异。在美国，典型的先天性肾上腺增生症在美国土著和尤皮克因纽特人中特别常见（发病率 1⁄280）。在美国高加索人中，典型形式的发病率约为 1⁄15,000。
持续的治疗和健康通过教育和跟进得到加强。

## 扩展阅读
- Han, Thang S.; Walker, Brian R.; Arlt, Wiebke; Ross, Richard J. . Nature Reviews Endocrinology. 2013-12-17, 10 (2): 115–124. PMID 24342885. S2CID 6090764. doi:10.1038/nrendo.2013.239Figure 2: The adrenal steroidogenesis pathway.